# Protoaricia capsulifera
Protoaricia capsulifera är en ringmaskart som först beskrevs av Bobretzky 1870.  Protoaricia capsulifera ingår i släktet Protoaricia och familjen Orbiniidae. Inga underarter finns listade i Catalogue of Life.